# 右击
按右鍵，在计算机基本操作下是指按一下滑鼠的右鍵以向计算机輸入訊息。主要是在Windows的作業系統並支援雙鍵滑鼠（如早期蘋果電腦的麥金塔作業系統僅支援單鍵滑鼠）的情況下可操作此一動作。
在Windows下，右擊通常可以開啟環境選單。